# عمر آلی
عمر آلی (انگلیسی: Amr Aly؛ زادهٔ ۱ اوت ۱۹۶۲) بازیکن فوتبال اهل ایالات متحده آمریکا است.
وی همچنین در تیم ملی فوتبال ایالات متحده آمریکا بازی کرده‌است.